# HMS F1
Pour les articles homonymes, voir F1.
Le HMS F1 est un sous-marin britannique de classe F construit pour la Royal Navy par Chatham Dockyard. Sa quille est posée le 1er décembre 1913 et il est lancé le 31 mars 1915. Le HMS F1 a été démantelé à Portsmouth en 1920.